# Захарченко, Дмитрий Викторович
Дми́трий Ви́кторович Заха́рченко (род. 26 августа 1978, Машлыкино, Миллеровский район, Ростовская область, РСФСР, СССР) — бывший сотрудник органов внутренних дел Российской Федерации, полковник полиции, кандидат экономических наук. Получил известность в результате скандала в сентябре 2016 года, когда Захарченко, занимавшему на тот момент должность временно исполняющего обязанности начальника одного из управлений Главного управления экономической безопасности и противодействия коррупции МВД России, были предъявлены обвинения в коррупции и злоупотреблении полномочиями, а сам он был арестован и уволен из органов внутренних дел.
10 июня 2019 года приговорён судом к 13 годам лишения свободы с отбыванием наказания в исправительной колонии строгого режима и к штрафу в 117,99 миллионов рублей по делу о получении взятки и воспрепятствовании правосудию. Он был лишён государственных наград и специального звания полковника, а также права занимать руководящие должности в государственных органах на два года.
В октябре 2019 года суд снизил срок заключения до 12 лет и 6 месяцев, исключив из обвинения признак совершения преступления группой лиц по сговору.

## Биография
Родился 26 августа 1978 году в слободе Волошино (Миллеровский район), Ростовской области в семье школьных учителей.
Окончил среднюю школу с золотой медалью.
Получил три высших образования: окончил с красным дипломом Северо-Кавказскую академию госслужбы и Ростовский государственный университет, где одновременно учился на двух факультетах — экономики и менеджмента и историческом, а также получил юридическое образование.
В 2001 году начал службу в налоговой полиции.
В 2005 году переехал в Москву, где поступил на службу в Департамент экономической безопасности МВД России (с 2011 года — Главное управление экономической безопасности и противодействия коррупции МВД России).
В 2016 году в звании полковника полиции занимал должность временно исполняющего обязанности начальника управления «Т» ГУЭБиПК МВД России.

## Уголовное дело
8 сентября 2016 года полицейский был задержан сотрудниками ФСБ России, 10 сентября — арестован. Полковнику инкриминировали получение взятки, злоупотребление должностными полномочиями и воспрепятствование осуществлению правосудия. В ходе расследования по делу Захарченко следователи обнаружили у офицера и членов его семьи 13 квартир, 14 машиномест в элитных районах Москвы, а также четыре автомобиля, слиток золота массой 500 граммов, часы «Rolex» и драгоценности, а также валюту, сумма которых в рублёвом эквиваленте составляет 8,5 миллиарда рублей. В общей сложности имел 27 объектов недвижимости. По словам Захарченко, вышеуказанное имущество было заработано сестрой и отцом, занимавшимися строительством и сельским хозяйством; защита настаивала на подбросе денег в ходе обыска.
Позже по делу полковника Дмитрия Захарченко дополнительно арестованы деньги, сумма которых в рублёвом эквиваленте составляет более одного миллиарда рублей.
14 сентября 2016 в прессе появилась информация, что на счетах членов семьи Захарченко было обнаружено около 300 миллионов евро. Эту информацию опроверг официальный представитель СК РФ Владимир Маркин. Позднее по результатам служебной проверки Захарченко был уволен из МВД.
В ноябре 2017 года продолжалось судебное разбирательство по делу Захарченко и его родственников.
15 августа 2018 года Пресненский суд Москвы начал рассмотрение дела Захарченко.
В августе 2018 года было обращено в доход государства 8,5 млрд рублей, 2 млн евро и более 120 млн долларов США и иное имущество, которое будет в дальнейшем распродано.
В октябре 2018 года задержано ещё несколько обвиняемых по делу Захарченко. По утверждениям СКР, один из задержанных передал Захарченко в качестве взяток 2 млрд рублей.
В мае 2019 года, во время прений сторон, обвинение запросило для Дмитрия Захарченко 15,5 лет колонии строгого режима, назначить штраф в размере более 494 млн рублей, а также лишить полковника звания, наград и медалей.
10 июня 2019 года Пресненским судом города Москвы Захарченко был приговорён к 13 годам лишения свободы с отбыванием наказания в исправительной колонии строгого режима и к штрафу в 117,99 миллионов рублей по делу о получении взятки и воспрепятствовании правосудию. Он был лишён государственных наград и специального звания полковника, а также права занимать руководящие должности в государственных органах на два года. 17 октября 2019 года Мосгорсуд постановил приговор изменить, исключить из обвинения признак «совершение преступления группой лиц по предварительному сговору» и снизил срок заключения до 12 лет и 6 месяцев.
В феврале 2020 года Росимущество решило освободить от родственников конфискованную квартиру в элитном ЖК «Имперский дом» (Якиманский переулок, д. 6), в которой проживают жена осуждённого Мария Семынина и их 13-летняя дочь Ульяна Захарченко. Ранее по решению Никулинского райсуда в доход государства была обращена квартира на улице Дмитрия Ульянова, которую, как утверждает Семынина, ей в 2007 году подарили родители.

## Оценка личности
После того, как была обнаружена «чёрная бухгалтерия» Захарченко, Александр Бастрыкин отказался давать нравственную оценку этому человеку, на председателя СКР произвело сильное впечатление, что «рядом с суммой 600 000 евро написано „мелочь“».
Официальный представитель СКР Светлана Петренко в эфире радиостанции «Вести ФМ» сообщила, что в окружении Захарченко и на работе, на которой он редко появлялся, его называли «Захар-хитрый», так как успешные схемы вымогательства взяток он разрабатывал и организовывал лично сам: «Да, он достаточно умён. Даже, наверное, очень умён… Он никогда не повторялся!» — утверждала Петренко. Напротив, некоторые коллеги, за кажущуюся простоту и скромность, дружески называли Захарченко «чепушилой». Крайне скептически отнесся к гениальности Захарченко и опытный следователь Тельман Гдлян, он однозначно указывал на наличие банды, утверждая: «Вся эта история свидетельствует о том, что один человек — ни физически, ни организационно — не в состоянии взять такую величину». Журнал «Эксперт» писал, что пока «Захарченко предстаёт своего рода „профессором Джеймсом Мориарти“ из творений Конан-Дойля». «Полковник Захарченко войдёт в историю российских правоохранительных органов» — прогнозировал в своей книге известный адвокат Валерий Карышев.
«Новая газета» отмечает, что Захарченко регулярно летал в Швейцарию и другие страны, несмотря на то, что статья 24 закона «О государственной тайне» ограничивает выезд за пределы России лицам, имеющим доступ к секретной информации.
Захарченко со своими миллиардами стал героем множества анекдотов и шуток, однако вскоре его антирекорд был побит начальником 2-го отдела управления «К» Службы экономической безопасности (СЭБ) ФСБ России подполковником Кириллом Черкалиным. «Комсомольская правда» не без иронии писала, что «соревнование Захарченко с Черкалиным за первое место среди пойманных взяточников в среде силовиков, возможно, будет продолжено».